# Gaspard de Chabrol
Pour les articles homonymes, voir Chabrol et Volvic.
Gilbert Joseph Gaspard, comte de Chabrol de Volvic, né le 25 septembre 1773 à Riom (Puy-de-Dôme) et mort le 30 avril 1843 à Paris, est un haut fonctionnaire français, nommé par Napoléon Ier, préfet de la Seine, fonction qu'il conservera pendant 18 ans sous 19 ministres de l'Intérieur jusqu'à ce que les Trois Glorieuses entraînent sa démission forcée.

## Biographie
Destiné au génie militaire, il fut obligé, au début de la Révolution française, de faire campagne comme simple soldat.
Revenu dans sa famille, il fut emprisonné avec celle-ci sous la Terreur. Rendu à la liberté en 1795, il entra à l'École polytechnique (promotion 1794) avec le numéro 1, et en sortit premier deux ans après.

### En Égypte
Nommé ingénieur des ponts et chaussées le 28 germinal an IV (17 avril 1796), il est, dès le lendemain, nommé dans la Commission des sciences et des arts appelée à suivre la campagne d'Égypte. Il est également reçu membre de l'Académie de Gênes.
Il se ménage peu en Égypte, et le bruit de sa mort court même à Paris. À son arrivée, il s'occupe, avec Faye et Bodard, du rétablissement du canal d'Alexandrie au Nil. Les trois hommes consacrent à ce canal une grande partie de l'année 1799. Leur étude sera présentée à l'Institut d'Égypte le 22 décembre. Chabrol fait partie de la Commission Fourier qui se rend en Haute-Égypte du 20 août au 6 novembre 1799. Il part le 14 novembre 1799, sous la direction de Le Père, pour la 3e campagne de nivellement. Il effectue d'importantes réparations au nilomètre de Roudah, sous l'autorité de Le Père.
Il fait un dernier voyage du Caire à Suez avec Le Père et Villiers du Terrage, du 18 au 30 novembre 1800.

### L'Empire
À son retour en France, il collabore au grand ouvrage qui est publié par les soins de la commission et fait paraître en outre un ouvrage Sur les mœurs et les usages des Égyptiens modernes.
Napoléon l'envoie comme sous-préfet de Pontivy en 1803, avec l'ordre « d'y concilier les esprits et de hâter les grands travaux projetés sur ce point central et important de la Bretagne ». Le projet de ville nouvelle « Napoléonville », voulu par l'Empereur et confié à l'origine à Jean-Baptiste Pichot (ingénieur en chef des ponts et chaussées) qui a conçu un premier plan, est déjà largement remanié par Pierre-Joachim Besnard (inspecteur général). Chabrol, ancien ingénieur des ponts, reprend ces projets originaux et conçoit une nouvelle version, proche de celle réalisée, qui est approuvée par un décret de l'Empereur en mai 1805. Son départ en 1806 ne lui permet pas de voir cette réalisation dont les premiers chantiers ne sont ouverts qu'en 1807.
De là, Chabrol est appelé à la préfecture du département de Montenotte (31 janvier 1806) où l'Empereur projette aussi de grands travaux et où le nouveau préfet trace et lance les travaux d'une route de la Corniche (avec la collaboration de l'ingénieur Julien Désiré Abel Coïc) C'est à sa présence dans ce département qu'est due en grande partie la décision de l'Empereur de fixer à Savone la résidence du Pape (1809-1812). M. de Chabrol sut en effet entretenir avec le Souverain Pontife les relations les plus courtoises, sans se départir des rigueurs administratives qui lui sont imposées.
C'est en poste à Savone que Chabrol est créé baron de l'Empire en 1810.
En congé à Paris, il publie une Statistique de son département qui est considérée comme un modèle du genre.

### Préfet de la Seine
Au retour de la campagne de Russie (1812), l'Empereur, mécontent du préfet de la Seine, Frochot, appelle M. de Chabrol à le remplacer (23 décembre 1812).
La première Restauration le trouve à ce poste et l'y maintient malgré les détracteurs auxquels Louis XVIII répond un jour : « Chabrol a épousé la ville de Paris, et j'ai aboli le divorce ». Le roi le nomme en 1814 Conseiller d'État et Officier de la Légion d'honneur. Le préfet se retire pendant les Cent-Jours mais retrouve sa préfecture qu'il conserve jusqu'à la révolution de 1830. Le 8 juillet 1815, c'est lui qui dit à Louis XVIII cette phrase célèbre : « Sire, cent jours se sont écoulés depuis le moment fatal où Votre Majesté, forcée de s’arracher aux affections les plus chères, quitta la capitale au milieu des larmes et de la consternation publique ».
Son administration n'est pas sans éclats : on lui doit notamment la création de 132 voies publiques, le pavage de nombreuses rues et boulevards, l'extension des égouts, l'usage des trottoirs, la généralisation progressive de l'éclairage public au gaz… Pour effectuer ces travaux (dallages de trottoirs), il utilise la pierre d'origine volcanique de Volvic, donnant à la ville dont il porte le nom un nouvel essor.
Il achève le canal de l'Ourcq (travaux confiés à Julien Désiré Abel Coïc, ingénieur des ponts et chaussées, dont il avait constaté l'efficacité en Italie), construit le canal Saint-Martin, le canal Saint-Denis, la halle aux vins, les abattoirs, des ponts, la Bourse, et commence le réseau des égouts.
Il est à l'origine de plusieurs lotissements : Batignolles (1821), quartier Saint-Georges et François-Ier (1823), Beaugrenelle (1824), le quartier de l'Europe (1826). Au cours de ces années, une soixantaine de rues nouvelles sont créées.
Pour l'éducation, il restaure la Sorbonne et ouvre un très grand nombre d'écoles primaires. Il crée et finance l'école d'architecture et de sculpture de Volvic (actuellement École départementale d'architecture de Volvic). Entre 1820 et 1821, il crée les deux premiers cours pour adultes à Paris (préfiguration du système de formation continue), dirigés par Monsieur Delahaye.
Il invente la peinture émaillée sur lave.
Créé, comme son père et ses frères, comte de Chabrol par lettres patentes du 27 janvier 1816, il est également fait Grand-croix de la Légion d'honneur. Il est également membre de l'Académie des beaux-arts dès 1817. 
Il est élu député le 4 octobre 1816. En 1817, par le collège électoral du département de la Seine, il est renvoyé à la Chambre des députés par les électeurs du département du Puy-de-Dôme (Riom) les 25 février 1824, 24 novembre 1827 et 8 juillet 1830.
À l'avènement de la monarchie de Juillet, il démissionne de ses fonctions de préfet de la Seine et député du Puy-de-Dôme le 11 août 1830. Néanmoins, il est réélu député du Puy-de-Dôme le 2 mars 1839 et 9 juillet 1842. Il est mis à la retraite comme préfet de la Seine le 4 octobre 1836.
Il épouse Dorothée Le Brun de Plaisance, fille de Charles-François Lebrun, sans postérité.

## Hommages
Il donne son nom à la rue de Chabrol en 1822, date à laquelle elle est ouverte par ordonnance royale du 22 mai 1822 pour relier la rue du Faubourg-Saint-Denis et la rue du Faubourg-Poissonnière sur les anciens jardins des lazaristes dans le Clos Saint-Lazare dont il était propriétaire de la partie méridionale. Il donne aussi son nom à la cité de Chabrol qui relie la cour de la Ferme-Saint-Lazare à la rue de Chabrol.

## Publications
- Description d’Ombos et de ses environs (avec Edme François Jomard) , dans Description de l'Égypte, Antiquité. Tome 1, chapitre 4, section première, Paris, 1821, p. 215-238, [lire sur Wikisource].

- Mémoire sur le canal d'Alexandrie, par MM. Lancret et Chabrol, dans Description de l'Égypte, État moderne, Tome second, 1812, p. 185 à 194.

- Essai sur les mœurs des habitants modernes de l'Égypte, dans Description de l'Égypte, État moderne. Tome second, 2e partie, Paris, 1822, p. 361-529.

- Notice topographique sur la partie de l'Égypte comprise entre Ramânyeh et Alexandrie et les environs du lac Mareotis, Par MM. Chabrol et feu Lancret, dans Description de l'Égypte, État moderne. Tome second, 1812, p. 483-490.
- Statistique des provinces de Savone, D'Oneille, D'Acqui formant l'ancien département de Montenotte, Paris, 1824[17].
- Recherches statistiques sur la ville de Paris et le département de la Seine, Paris, 1826[18].

## Distinctions
Grand-croix de la Légion d'honneur (30 octobre 1829), Grand officier (31 décembre 1823), Commandeur (1er mai 1821), Officier (13 octobre 1814), Chevalier (30 juin 1811)

## Armoiries
« Armes de Baron de l'Empire : Écartelé : aux I et IV, d'azur au chevron d'or accompagné de trois molettes du même (Chabrol) ; au II du quartier des Barons Préfets ; au III, d'azur, au pal d'or, ch. d'un lion de gueules et accosté de six besants d'or (Basmaison)., »

## Sources
- « Gaspard de Chabrol », dans Adolphe Robert et Gaston Cougny, Dictionnaire des parlementaires français, Edgar Bourloton, 1889-1891 [détail de l’édition]